# Municipio de Tequila (Jalisco)
El municipio de Tequila es uno de los 125 municipios en que se encuentra dividido el estado mexicano de Jalisco. Se encuentra en el centro-norte del estado, en la región Valles y su cabecera municipal es la ciudad de Tequila, reconocida por ser el lugar de origen de la bebida alcohólica del mismo nombre.

## Geografía
El municipio de Tequila se localiza en el centro-norte del estado Jalisco, en la región conocida como los Valles y formando el estrecho territorio jalisciense que une el centro del mismo con el sector norte, entre los estados de Nayarit y Zacatecas. Sus coordenadas extremas son 20°47′ - 21°27′ de latitud norte y 103°30′ - 104°5′ de longitud oeste; y a una altura que fluctúa entre un máximo de 2 900 y un mínimo de 500 metros sobre el nivel del mar. Tiene una extensión territorial de 1697.637  kilómetros cuadrados que equivalen al 2.15% de la superficie estatal.[cita requerida]
El municipio de Tequila limita al norte con el municipio de San Martín de Bolaños, al este con el municipio de San Cristóbal de la Barranca, al sureste con el municipio de Zapopan y el municipio de Amatitán; al sur los límites corresponden al municipio de Ahualulco de Mercado y el municipio de San Juanito de Escobedo, y al oeste con el municipio de Magdalena y el municipio de Hostotipaquillo. Al noroeste limita con el municipio de La Yesca del estado de Nayarit, y al noreste con el estado de Zacatecas, en específico con el municipio de Benito Juárez, el municipio de Teúl de González Ortega y el municipio de Trinidad García de la Cadena.[cita requerida]

## Demografía
De acuerdo con los resultados del Censo de Población y Vivienda de 2010 realizado por el Instituto Nacional de Estadística y Geografía, la población total del municipio de Tequila asciende a 40 697 personas. La densidad poblacional es de 23.97 habitantes por kilómetro cuadrado.[cita requerida]

### Localidades
En el censo de 2020 el municipio de Tequila contaba con 156 localidades.
| Código INEGI      | Localidad         | Población (2020) |
| ----------------- | ----------------- | ---------------- |
| 140940001         | Tequila           | 31 115           |
| 140940124         | El Salvador       | 3 171            |
| 140940144         | Santa Teresa      | 1 466            |
| 140940765         | El Camichín       | 1 115            |
| Otras localidades | Otras localidades | 7 486            |
| Total municipal   | Total municipal   | 44 353           |

## Política

### Representación legislativa
Para la elección de diputados locales al Congreso de Jalisco y de diputados federales a la Cámara de Diputados federal, el municipio de Tequila se encuentra integrado en los siguientes distritos electorales:
Local:
- Distrito electoral local de 1 de Jalisco con cabecera en Tequila.[9]

Federal:
- Distrito electoral federal 1 de Jalisco con cabecera en Tequila.[10]